# Colne (fiume)
Il Colne è un fiume inglese che scorre nella contea dell'Essex e sfocia nel Mare del Nord.

## Etimologia
Il nome del fiume è di origine celtica e combina la parola che indica la roccia "cal" con un residuo della parola "afon", o fiume, dando il significato di "fiume pietroso". Ci sono altri due fiumi nel Regno Unito che condividono lo stesso nome.

## Descrizione
Il Colne è formato da tre corsi d'acqua. Due di questi nascono vicino ai villaggi di Stambourne Green e Birdbrook nell'Essex e che convergono a Great Yeldham. Un affluente più lungo, invece, inizia a nord-ovest di Cornish Hall End e confluisce nelle altre sorgenti appena a sud di Great Yeldham. Il fiume scorre poi verso sud-est attraverso Sible Hedingham, Halstead, Earls Colne, Colne Engaine, White Colne, Chappel e Ford Street prima di raggiungere Colchester. Lasciata la capitale dell'Essex, il fiume presenta notevoli banchi di fango durante la bassa marea e scorre attraverso il sobborgo di Hythe, passando per il campus dell'Università dell'Essex. Successivamente attraversa il villaggio di Rowhedge e la cittadina di Wivenhoe, superando la barriera di marea e scorrendo fino a Brightlingsea.